# Neomaso bilobatus
Neomaso bilobatus là một loài nhện trong họ Linyphiidae.
Loài này thuộc chi Neomaso. Neomaso bilobatus được Albert Tullgren miêu tả năm 1901.